# Sidney Kargbo
Sidney Karbgo (Freetown, Sierra Leona, 1 de julio de 1986) es un futbolista internacional sierraleonés. Es un centrocampista central defensivo y actualmente juega para FC Molenbeek Brussels Strombeek en la Segunda División de Bélgica y para las estrellas de Leona, equipo de fútbol senior de Sierra Leona. Es el hermano más joven del Defensor internacional sierraleonés Ibrahim Kargbo, quien juega para Willem II en el Eredivisie. Comúnmente es conocido en Sierra Leona por su apodo Pablo Charm.
- Datos: Q9077026